# Felix Kossler
Felix Kossler (* 13. Mai 1987 in Mainz) ist ein ehemaliger deutscher Handballspieler, der im Laufe seiner Karriere für die Bundesligisten TV Großwallstadt und TSG Friesenheim auflief.

## Karriere
Seine aktive Karriere begann der meist auf Rechtsaußen spielende Kossler 2006 beim Zweitligisten TSG Groß-Bieberau. 2009 erhielt er vom Erstligisten TV Großwallstadt ein Zweitspielrecht und spielte in der Saison 2009/10 somit für beide Vereine. Zu Beginn der Saison 2010/11 bekam Kossler von Großwallstadt einen Zweijahresvertrag und spielte nur noch für den TVG. Im Sommer 2011 wechselte Kossler zum Zweitligisten TSG Friesenheim, mit dem er 2014 in die Bundesliga aufstieg. Ab der Saison 2015/16 läuft er für den Drittligisten MSG Groß-Bieberau/Modau auf. Zur Saison 2017/18 schloss er sich dem Oberligisten TuS Dotzheim an. Im Jahr 2019 beendete er verletzungsbedingt seine Handball-Karriere.